# 腺毛合耳菊
腺毛合耳菊（学名：Synotis saluenensis）为菊科合耳菊属的植物。分布于缅甸、越南以及中国大陆的西藏、云南等地，生长于海拔1,000米至3,000米的地区，多生长在林下、林缘及灌丛边，目前尚未由人工引种栽培。

## 别名
怒江千里光（云南种子植物名录）、腺毛尾药菊

## 异名
- Senecio saluenensis Diels ex Gagnep.